# ماري ماكس
ماري ماكس (بالإنجليزية: Mary Max)‏ هي مدافعة عن حقوق الحيوان ‏ أمريكية، ولدت في 20 أكتوبر 1966 في بوفالو في الولايات المتحدة، وتوفيت في 9 يونيو 2019 في الجانب الغربي الشمالي لمنهاتن في الولايات المتحدة.